# Генк Блумерс
Ге́нк Блу́мерс (нід. Henk Bloemers, нар. 17 вересня 1945, Ейндговен, Нідерланди — пом. 26 січня 2015, Ейндговен, Нідерланди) — нідерландський футболіст, захисник.

## Життєпис
Усю футбольну кар'єру Генк Блумерс провів у складі «Ейндговена», розпочавши виступи у клубі в 1964 році і зігравши останній матч у 1984 проти «Твенте». Продовжувати кар'єру й надалі незмінному протягом 20 сезонів захиснику «Ейндговена» завадила травма. Незважаючи на тривалу кар'єру, у Ередивізі Генку Блумерсу вдалося провести лише два сезони.
У 2006 році ім'ям Блумерса було названо одну з трибун клубного стадіону, а у 2012 році йому було присвоєно звання почесного члена клубу.
Генк Блумерс помер 25 січня 2015 року в рідному місті у віці 69 років.

## Досягнення
- Бронзовий призер Тведе-Дивізі (1): 1970/71